# Onthophagus khonkaenus
Onthophagus khonkaenus är en skalbaggsart som beskrevs av Masumoto, Ochi och Hanboonsong 2008. Onthophagus khonkaenus ingår i släktet Onthophagus och familjen bladhorningar. Inga underarter finns listade i Catalogue of Life.